# 成楽緒

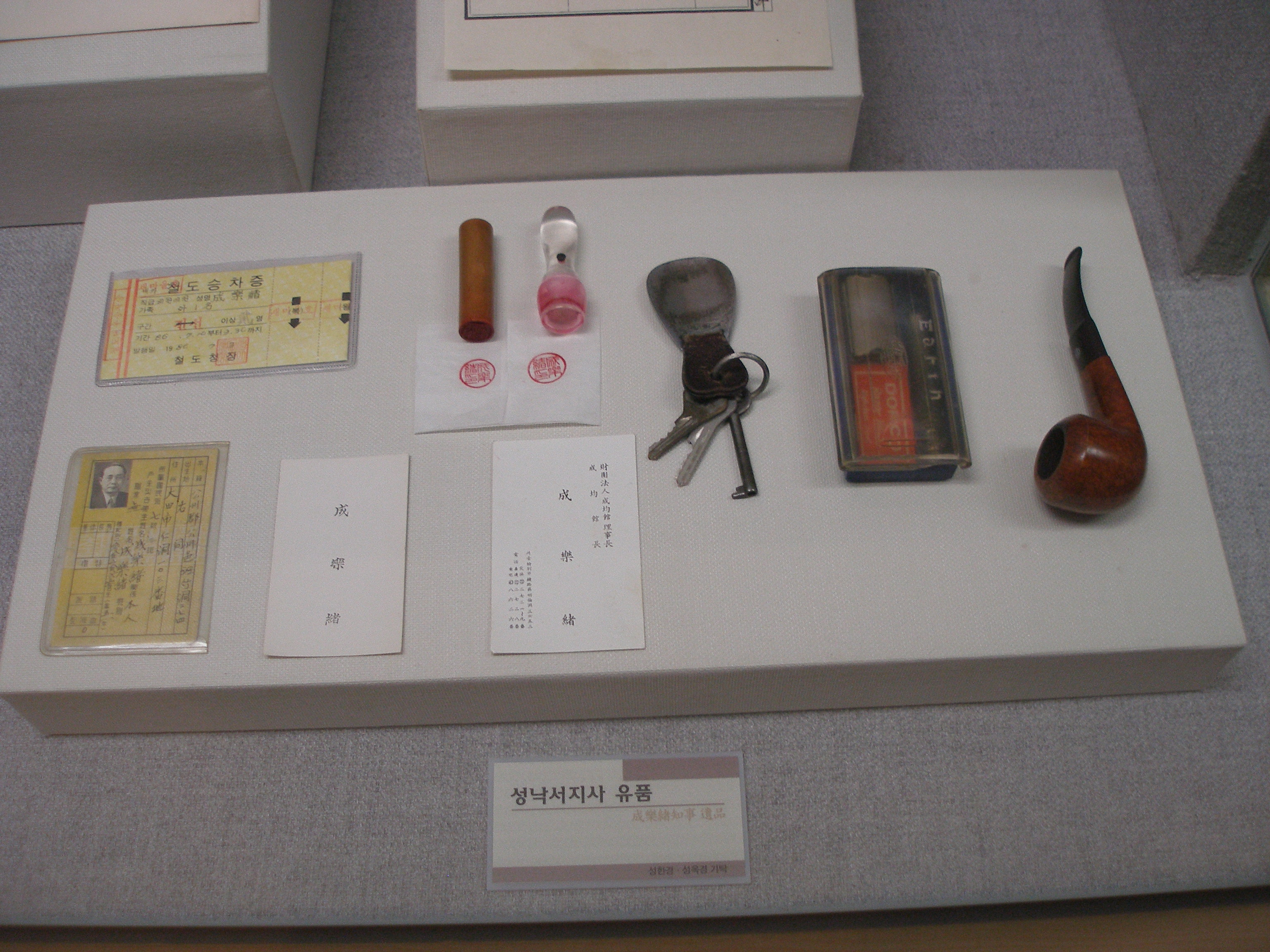
忠清南道博物館に展示された成楽緒の遺品

成 楽緒（ソン・ナクソ、朝鮮語: 성낙서/成樂緖、1905年6月23日 - 1988年11月24日）は、日本統治時代の朝鮮および大韓民国の儒学者、教育者、政治家、実業家。制憲韓国国会議員、忠清南道知事を歴任した。
本貫は昌寧成氏。号は芸庭（운정）。

## 経歴
忠清南道公州郡出身。漢学修学を経て公州普通学校、京城第1高等普通学校卒。京城帝国大学予科修了、1930年に同大法文学部朝鮮史学科卒。1930年に中央仏教専門学校教授、1932年に梨花女子専門学校教授、1943年に朝鮮音楽書籍編纂委員、京城以保合名会社重役、京城東英機工社代表、光復軍予備隊組織者、建国準備委員会忠南支部連絡部長、忠南教育協会会長、普門中学校設立者・初代校長、忠南労働調整委員、大韓独立促成国民会忠清南道協会副会長・大田支部長・中央執行委員、国学大学教務処長（1946年）、忠清南道労働調停委員、韓国民族代表外交使節大田後援会会長、反託闘争委員会副委員長、成均館大学学監、制憲国会議員（1948年）、忠清南道知事（1952年）、忠南大学校総長署理、忠清南道郷校財団理事長（1955年）、大韓赤十字社忠清南道支社長（1966年）、成均館理事長（1968年）、成均館長（1970年）、韓国儒林代表、韓国孔子学会長（1980年）を務めた。

## エピソード
大田宝文山に宋秉璿の殉国碑文を残した。